# Philippe Courard
Philippe Courard (Namur, 2 settembre 1966) è un politico belga, membro dei Partito Socialista. È presidente del Parlamento della Comunità francofona dal novembre 2014 (Federazione Vallonia-Bruxelles). Courard è stato ministro della Regione vallona e fino a settembre 2014 è stato segretario di Stato per gli affari sociali, le famiglie, i disabili e la politica scientifica nel governo Di Rupo sotto Elio Di Rupo (PS). È anche sindaco di vecchia data di Hotton.

## Biografia

### Vita privata e formazione
Philippe Courard è sposato e ha tre figli. Ha svolto gli studi secondari all'Athénée Royal di Marche-en-Famenne e laureato a l'École normale d'Arlon-Virton in Scienze geografiche.

### Attività politica
Fu eletto consigliere municipale di Hotton a partire dal 1988 al 1994, poi di nuovo dal 2012 e ha esercitato la professione di insegnante dal 1990 al 1998. Fu nominato sindaco di Hotton nel 1995. Si è ricandidato per la posizione nel 2012, ma ha perso. È presidente del consiglio di amministrazione della Fondazione rurale della Vallonia dal 2001 al 2003.
È stato consigliere del gabinetto del ministro Willy Taminiaux nel 1998 e 1999, poi consigliere del gabinetto del Ministro André Flahaut dal 1999 al 2002. Diventa ministro della Regione vallone per l'occupazione e la formazione dal luglio 2003 al luglio 2004, viene nominato Ministro regionale per gli affari interni e la pubblica amministrazione dal luglio 2004 al luglio 2009. È stato eletto deputato regionale vallone nel giugno 2004 e rieletto nel giugno 2009 e maggio 2014.
Philippe Courard è Segretario di Stato federale per l'integrazione sociale e la lotta contro la povertà, aggiunto al Ministro degli affari sociali e della sanità pubblica, responsabile dell'integrazione sociale, da luglio 2009 a dicembre 2011, quindi segretario di Stato federale degli affari sociali, delle famiglie e delle persone con disabilità, responsabile dei rischi professionali, aggiunto al Ministro per gli affari sociali e la sanità pubblica, dal 6 dicembre 2011 al 12 settembre 2014. È eletto deputato alla Camera dei rappresentanti in carica dal giugno 2010 al maggio 2014. Dal 17 gennaio 2013 al 12 settembre 2014, Philippe Courard è anche responsabile della Politica Scientifica Federale. Il 12 settembre 2014, si è dimesso dalla sua attuale posizione di governo. È Presidente del Parlamento della Federazione Vallonia-Bruxelles dall'11 novembre 2014.